# マザイオス
マザイオス（希：Μαζαῖος、ラテン文字転記：Mazaios、? - 紀元前328年）は、紀元前4世紀のアケメネス朝ペルシアおよびアレクサンドロス3世による征服後の太守である。
マザイオスが最初に歴史の表舞台に現れるのは、紀元前4世紀中頃にペルシアに反旗を翻したフェニキアと、キリキア太守としてシュリア太守ベレシュスと共に戦った時である。しかしながら、このマザイオスが後述のマザイオスであるとは必ずしも言い切れない。
紀元前334年にアレクサンドロス3世率いるマケドニア軍がペルシアに侵攻してきた時のマザイオスは、バビュロニア太守として歴史の表舞台に立っている。
紀元前331年にマザイオスはティグリス川でマケドニア軍の侵攻を防ぎ、焦土作戦を実行するよう王ダレイオス3世より命じられて送られた（アッリアノスはこの時の兵力を3000の騎兵とギリシア人傭兵2000を含む人数不明の歩兵、クルティウスは騎兵6000としている）。マザイオスは焦土作戦の任は果たしたが、敵が渡河を終えた後に到着した先発隊の騎兵1000が敗れたために、あるいはティグリスを敵が渡ることはできないだろうと高をくくったため、ティグリス防衛の任を果たさず撤退した。その後、彼は先発隊として騎兵3000を与えられ、道路を封鎖するよう命じられて進発したが、敵の接近を知ると、引き返してそれを王に知らせた。
このようにマザイオスの作戦行動は精彩を欠くが、シュリア部隊を率いて参加し、右翼を担当したガウガメラの戦い（紀元前330年）ではパルメニオン率いるマケドニア軍左翼を崩壊寸前まで追い詰める活躍をした。マザイオス率いる騎兵部隊の攻撃の激しさのためにパルメニオンはアレクサンドロスに救援を求め、そのためにアレクサンドロスはダレイオスの追撃を諦めざるを得なくなるほどだった。しかし、ダレイオスの逃走を知ると、マザイオスは州都のバビュロンへと退却し、アレクサンドロスが同地にやってくると投降して所領を安堵された。
紀元前328年にマザイオスは死に、その地位はスタメネスが継承した。
マザイオスには確認される限りで3人の息子がおり、その一人アンティベロスはマザイオスの投降の少し後に同じく投降し、アルティボレスとヒュダルネスは紀元前323年にアレクサンドロスの騎兵親衛隊に編入されたことが分かっている。

## 註
1. ↑  ディオドロス, XVI. 42
2. 1 2  アッリアノス, III. 7
3. ↑  クルティウス, IV. 9. 7-8
4. ↑  クルティウス, IV. 9. 15
5. ↑  ディオドロス, XVII. 55
6. ↑  クルティウス, IV. 9. 12. 1; 5
7. ↑  アッリアノス, III. 8
8. ↑  クルティウス, IV. 9. 12. 15; 15. 5; 16. 1-2
9. ↑  ディオドロス, XVII. 58-60
10. ↑  アッリアノス, III. 18
11. ↑  クルティウス, IV. 9. 16. 4-7; V. 1. 44
12. ↑  アッリアノス, IV. 18
13. ↑  クルティウス, VIII. 3. 17
14. ↑  アッリアノス, III. 21; VII. 6